# Roy Sherwood
Roy Richard Sherwood (ur. 11 czerwca 1932 w Salisbury w stanie Connecticut, zm. 19 października 2017 tamże) – amerykański skoczek narciarski, a następnie sędzia tej dyscypliny sportu. Olimpijczyk (1956), medalista mistrzostw kraju.
W 1953 w Bad Mitterndorf/Tauplitz zajął 3. pozycję w Tygodniu Lotów Narciarskich. Rok później został mistrzem Stanów Zjednoczonych w skokach narciarskich. W 1956 wystartował w zimowych igrzyskach olimpijskich, plasując się na 36. pozycji.
Po zdobyciu mistrzostwa kraju zachorował na polio – po wyleczeniu choroby powrócił do skoków narciarskich, uprawiając je jeszcze do 1971. Później został sędzią w tej dyscyplinie sportu.

## Igrzyska olimpijskie

### Indywidualnie
| 1956 Cortina d’Ampezzo | – | 36. miejsce |